# Má žena je herečka
Má žena je herečka (v originále Ma femme est une actrice) je francouzský hraný film z roku 2001, který režíroval Yvan Attal podle vlastního scénáře. Snímek měl světovou premiéru na mezinárodním filmovém festivalu v Torontu dne 12. září 2001.

## Děj
Sportovní novinář Yvan má za ženu Charlotte, slavnou herečkou. Jednoho dne ale začne Yvan žárlit, když si uvědomí, jak je jeho žena mezi muži populární.

## Obsazení
| Charlotte Gainsbourgová | Charlotte      |
| Yvan Attal              | Yvan           |
| Terence Stamp           | John           |
| Noémie Lvovsky          | Nathalie       |
| Laurent Bateau          | Vincent        |
| Ludivine Sagnier        | Géraldine      |
| Lionel Abelanski        | Georges        |
| Keith Allen             | David, režisér |
| Valérie Leboutte        | mladá dívka    |
| Ophélie Winter          | dívka ve vlaku |
| Marie Denarnaud         | Colette        |
| Jean-Rachid             | Blaise         |
| Céline Cuignet          | Lisette        |
| Roschdy Zem             | muž na člunu   |
| Gilles Lellouche        | policista      |
| Eriq Ebouaney           | vyhazovač      |
| Martial Courcier        | novinář        |
| Emmanuelle Lepoutre     | novinářka      |
| Lucy Harrison           | maskérka       |
| Michel Hazanavicius     | kameraman      |

## Ocenění
- Filmový festival v Cabourgu: nejlepší režie (Yvan Attal)
- César: nominace v kategoriích nejlepší herečka ve vedlejší roli (Noémie Lvovsky) a nejlepší filmový debut (Yvan Attal)